# Межамериканская комиссия по правам человека
Межамериканская комиссия по правам человека — орган ОАГ, действует с 1959 года. Рассматривает жалобы на нарушения АКПЧ участвующими в конвенции государствами и может передавать эти жалобы в Межамериканский суд по правам человека, если государство-ответчик согласно на рассмотрение дела судом. Вправе также рассматривать соблюдение положений Американской декларации прав и обязанностей человека, во всех странах ОАГ. Состоит из 7 экспертов, избираемых сроком на 4 года Генеральной Ассамблеей ОАГ из кандидатов, предложенных государствами-участниками ОАГ. Резиденция — Вашингтон.